# Quemisia gravis
Quemisia gravis é uma espécie de roedor da família Heptaxodontidae. É a única espécie do gênero Quemisia.
Endêmica da ilha de Hispaniola, é conhecida apenas de material ósseo encontrado em depósitos de cavernas próximos a Saint Michel, no Haiti, e na Baía Samana, na República Dominicana.
Foi extinta por volta de 1700.